# 花嫁三重奏
『花嫁三重奏』（はなよめさんじゅうそう）は、1958年2月11日に公開された日本映画。製作、配給は東宝。モノクロ、東宝スコープ。監督は本多猪四郎、主演は小泉博。
併映は宝塚映画作品『草笛の丘』（監督：内村禄哉。主演：三橋美智也）。
下町の商店街を舞台に、乾物屋を営む頑固親父を父に持つ三姉妹の恋愛模様を描く。

## キャスト
- 岡本（会社員）：小泉博[3]
- 西村照子（西村乾物店長女）：草笛光子
- 小島（画家）：土屋嘉男[3]
- 西村信子（西村乾物店次女）：根岸明美
- 新一（「のんき」の息子）：佐原健二 [4]
- 西村妙子（西村乾物店三女）：団令子
- 大沢（平吉の友人）：中村是好[3]
- 黒川（区会議長の息子）：堺左千夫[3]
- 花巻女史（洋裁学院長）：岡村文子[3]
- 深井（画家）：夏川大二郎[3]
- 加奈子（画家の妻）：立花暎子[4]
- 三太（西村の小僧）：井上大助[5]
- 客：中野トシ子[3]
- 小僧：中山豊[3]
- モデル：白石奈緒美[3]、園田祐子[3]、畠野世記子[3]、竜野俊子[4]、村松恵子[3]、須賀京子[3]、岸田翠[3]、松葉良子[3]、若林映子[3]
- 小島君江（小島の妹）：黒岩小枝子
- お豊（「のんき」の女将）：清川虹子[3]
- 平吉（西村乾物店主）：柳家金語楼[4]

## スタッフ
以下のスタッフ名は東宝WEBに従った。
- 製作：藤本真澄
- 脚本：若尾徳平
- 音楽：佐藤勝
- 撮影：小泉一
- 美術：北辰雄
- 録音：保坂有明
- 照明：岸田九一郎
- 助監督：梶田興治
- 製作担当者：黒田達雄
- スチール：田中一清
- 監督：本多猪四郎